# Green Run
Green Run est le nom de code donné à un projet de l'armée de l'air américaine ayant conduit à un rejet massif volontaire de produits de la fission de l'uranium les 2 et 3 décembre 1949 sur le site de production de plutonium d'Hanford, situé dans l'est de l'état de Washington. Révélé 37 ans plus tard, en 1986, et sous la pression du public, l'objectif de ce projet reste inconnu. Il est supposé que, dans un contexte de guerre froide, il s'agissait de valider les solutions de détection d'isotopes radioactifs par les forces américaines, afin d'être en mesure d'identifier les sites et dates de production de plutonium en Russie. De 5 000 à 12 000 curies d'iode 131 ont été rejetés dans l'air (soit environ 0,04% du rejet total d'iode 131 de l'accident de Tchernobyl), ainsi que des quantités plus importantes de xénon 133. Le projet ayant été mené avec des conditions météorologiques différentes de celles envisagées, les rejets se sont répandus sur une zone habitée, poussant l'armée américaine à cesser ces expériences jusque dans les années 1960 où d'autres rejets volontaires ont eu lieu.
Le projet doit son nom au processus de fabrication du plutonium sur le site d'Hanford. Le plutonium est issu de la fission de l'uranium dans un réacteur nucléaire. Après la fission, il est nécessaire de laisser reposer le combustible usagé afin d'en laisser décroître la radioactivité d'éléments à forte activité mais à vie courte non récupérés dans la production de plutonium. Les lots de production normaux étaient laissés au repos de 83 à 101 jours (contre 180 jours dans les processus modernes) avant d'être fondus à l'acide. Le lot (Run en anglais) traité lors de l'opération Green Run n'a reposé que 16 jours, le combustile n'était donc pas encore mûr (Green) pour l'opération. De plus, les filtres de la cheminée, qui capturaient une partie importante des éléments radioactifs, ont été rendus inopérants lors de cette expérience.

## Impact sur la santé
Les rejets volontaires ayant été révélés presque 40 ans après avoir eu lieu, l'impact précis sur la santé est difficile à évaluer. Bien qu'il ne représente que 20% des rejets estimés du site d'Hanford pour l'année 1949, le Green Run reste notable par la quantité d'éléments rejetés et donc par son impact potentiel sur la santé des personnes habitant à proximité.